# German Diagnosis Related Groups
German Diagnosis Related Groups, kurz G-DRG-System, deutsch: diagnosebezogene Gruppen oder besser diagnosebezogene Fallgruppen, ist ein einheitliches, an Diagnosen geknüpftes Fallpauschalen-System im Gesundheitswesen und dient als Vergütungssystem für stationäre Krankenhausleistungen im Bereich der somatischen Erkrankungen und neben dem PEPP-System. Das G-DRG-System löste in Deutschland im Jahr 2003 das alte Vergütungsmischsystem ab. Gesetzliche Grundlage sind § 85 SGB V und § 17b Krankenhausfinanzierungsgesetz.
In diesem Kontext ist zu beachten:
1. Es gibt mittlerweile zwei Umbenennungen des „G-DRG“-Systems, zunächst zu „aG-DRG“ und anschließend zu „rG-DRG“.
2. Das in Deutschland zusätzlich geschaffene und im Jahr 2024 dann auch hier in Deutschland eingeführte sektorenübergreifende medizinisch-ökonomische Klassifizierungssystem der Hybrid-DRG ist kein Bestandteil des G-DRG (bzw. aG-DRG/rG-DRG)-Systems und existiert eigenständig daneben, gleichzeitig für den stationäre Versorgungsbereich und den ambulanten ärztlichen Versorgungsbereich.
3. Das im Jahr 2025 gestartete System der Leistungsgruppen nach dem KHTG beinhaltet zahlreiche Aspekte des deutschen DRG-Systems, allerdings sind beide Systeme nicht deckungsgleich und existieren somit parallel nebeneinander.[1]

## Entstehung
Bis zum Jahr 2002 wurden die stationären Krankenhausleistungen zu ca. 80 % über tagesgleiche Pflegesätze und zu ca. 20 % über Fallpauschalen bzw. Sonderentgelte abgerechnet, hauptsächlich im chirurgischen Bereich.
Die Kliniken rechnen nach ursprünglich australischem Vorbild seit 2003 optional, seit 2004 verbindlich alle Akutkrankenhausleistungen über Fallpauschalen, d. h. DRGs, ab. Ausgenommen sind davon grundsätzlich Abteilungen und Kliniken für Psychiatrie, Psychosomatik und psychotherapeutische Medizin. Zudem können hochspezialisierte Einrichtungen zeitlich befristet die Herausnahme aus dem DRG-System beantragen, wenn sich ihre Leistungen noch nicht dem Aufwand entsprechend im DRG-System abbilden lassen.
Jährlich findet mit Wirkung für das Folgejahr eine Anpassung des Systems an die besonderen Gegebenheiten in Deutschland statt. Ziel ist es, alle stationären „somatischen“ Leistungen mit diesem „pauschalen Entgeltsystem“ leistungsgerecht abbilden zu können. Federführend für die Einführung und Überarbeitung des DRG-Systems ist das Institut für das Entgeltsystem im Krankenhaus (InEK) in Siegburg.
Die Einführung des DRG 2003 und 2004 war budgetneutral, d. h. die Höhe des Krankenhausbudgets wurde nach klassischem Muster verhandelt und ermittelt, die Abrechnung erfolgte aber bereits über DRGs.

## Einführung
Das so genannte Optionsmodell ermöglichte den Krankenhäusern auf freiwilliger Basis ihre Abrechnung ab dem 1. Januar 2003 auf das G-DRG-System umzustellen. Voraussetzung war neben einer fristgerechten Anmeldung eine abgeschlossene Budgetverhandlung mit den Kostenträgern. Aufgrund zeitlicher Verzögerungen bei den Budgetverhandlungen fand für die meisten teilnehmenden Kliniken der Umstieg unterjährig statt.
Ab dem 1. Januar 2004 war die Einführung des DRG-Systems verpflichtend. Da jedoch auch hier die abgeschlossene Budgetverhandlung Voraussetzung für die Einführung war, konnten viele Kliniken erst im Verlauf des Jahres nach DRGs abrechnen. Eine ganze Reihe von Krankenhäusern begann sogar erst im Jahr 2005 mit der Abrechnung nach DRG.

### Fortschreibung des deutschen DRG-Systems
Bei der Fortschreibung des DRG-Systems wird es aufgrund der Ausgaben- und Kostenentwicklung über die verschiedenen Stellschrauben angepasst, ohne den grundlegenden Aufbau zu verändern. Daraus kann sich ergeben:
- Differenzierung von DRGs aufgrund von Kostenunterschieden z. B. durch Begleiterkrankungen, Alter, durchgeführte (nichtoperative) Prozeduren,
- Zusammenfassung bisher unterschiedlicher DRGs aufgrund fehlender Kostenunterschiede,
- die Verwendung von zusätzlichen Kriterien wie Geburtsgewicht, Ein-Tages-Fall, Notfall.

Gegenüber dem australischen Original erfolgten bereits im Jahr 2005 deutliche Änderungen; so ist der Einfluss der Nebendiagnosen auf die Eingruppierung in eine bestimmte DRG geringer als in den Vorjahren. Demgegenüber hat die Bedeutung der Prozeduren eine deutliche Steigerung erfahren.

### Umbenennungen des deutschen DRG-Systems
Es gibt mittlerweile 2 Umbenennungen des „G-DRG“-Systems, zunächst zu „aG-DRG“ und anschließend zu „rG-DRG“.

#### „aG-DRG“
Im Jahr 2020 erfolgte eine erste Umbenennung des „G-DRG“-Systems hin zum „aG-DRG“-System. Ursache ist die damalige Herausnahme der gesamten Personalkosten der Pflege aus den deutschen DRGs mit gleichzeitiger Schaffung des zusätzlich für Krankenhäuser geltenden Pflegebudgets.

#### „rG-DRG“
Im Jahr 2025/2026 erfolgt eine zweite Umbenennung des deutschen DRG-Systems hin zum „rG-DRG“-System. Ursache ist wiederum eine Herausnahme eines sehr umfangreichen Kostenblocks aus den deutschen DRGs mit gleichzeitiger Schaffung des dann zusätzlich für Krankenhäuser geltenden Vorhaltebudgets.

## Weiterentwicklung
Die DRGs haben die gewünschte Kostendämpfung nicht erreicht. Die wesentliche Erkenntnis ist, dass durch die DRGs allein kein hinreichender Steuerungseingriff erreicht wird. Dies wird verstärkt durch Konzepte integrierter Versorgung zu erreichen versucht. Allerdings ist anders als für die DRGs für eine integrierte Versorgung ein Status republikweiter Einheitlichkeit in planbarer Zeit nicht abzusehen.
Durch die Einführung der Fallpauschalen kam es in weiten Bereichen zu einem Abbau von Pflegepersonal. Dieser Entwicklung sollte durch eine zusätzliche Vergütung im Rahmen von Zuschlägen, Zusatzentgelten (nach PKMS oder Pflegegrad) entgegengesteuert werden. Aufgrund der unzureichenden Wirkung wurden zum Jahr 2020 die Pflegekosten außerhalb der Fallpauschalen kalkuliert und über eigene Pauschalen vergütet. Zum Jahresende werden die Vergütungen im Rahmen dieser Pflegepauschalen mit den wirklich entstandenen Kosten verrechnet.

## Grundlagen des deutschen DRG-Systems G-DRG
G-DRG (German-DRG) ist die Bezeichnung für die deutsche Adaptation des australischen DRG-Systems (AR-DRG). Seit 2004 ist es für alle Krankenhäuser Pflicht. Gemäß § 17b KHG sind die Deutsche Krankenhausgesellschaft (DKG), die Spitzenverbände der Krankenkassen (GKV) und der Verband der privaten Krankenversicherung (PKV) gemeinsam für die Einführung eines pauschalierenden Entgeltsystems zuständig.
Der Katalog G-DRG ist kapitelweise in Hauptdiagnosegruppen (engl.: Major Diagnostic Category MDC) gegliedert.

### Voraussetzungen: Eingruppierung der Patienten, Verschlüsselung, Bewertungsrelationen
Voraussetzung für die Eingruppierung eines Patienten in eine DRG ist die Verschlüsselung einer Hauptdiagnose und ggf. von behandlungsrelevanten Nebendiagnosen als ICD-Code sowie der wesentlichen, am Patienten durchgeführten Leistungen (Prozeduren) als OPS-Code.
Um eine einheitliche Verschlüsselung zu gewährleisten, wurde eigens ein Regelwerk (Deutsche Kodierrichtlinien, bzw. DKR) erstellt. Aus den Diagnosen und Prozeduren sowie dem Alter, Geschlecht, Gewichtsangabe bei Neugeborenen, Zahl der Stunden maschineller Beatmung, der Verweildauer und der Entlassungsart (z. B. verlegt, verstorben, normale Entlassung usw.) erfolgt die DRG-Ermittlung über einen vom Institut für das Entgeltsystem im Krankenhaus (InEK) erstellten und veröffentlichten Algorithmus (Definitionshandbücher). Dieser Algorithmus ist in EDV-Programmen, so genannten DRG-Groupern implementiert, die vom InEK zertifiziert werden und über Schnittstellen vom Krankenhaus und den Krankenkassen in die EDV-Systeme eingebunden werden können.

### Vereinheitlichung
Das InEK erstellt jährlich den Katalog der abrechenbaren DRGs aus den Leistungs- und Kostendaten von anfangs nur freiwillig an der so genannten Kalkulation teilnehmenden Krankenhäusern. Zur Erhöhung der Repräsentativität der Kalkulation
werden erstmals zum 31. Oktober 2016 mittels Losverfahren unter notarieller Begleitung zufällig 40 Krankenhäuser aus dem Entgeltbereich „DRG“ ausgewählt, die für 5 Jahre zur Erhöhung der Repräsentativität der Kalkulation durch verpflichtende Kalkulationsteilnahme beitragen. Zusätzlich wird zu jeder DRG eine Bewertungsrelation (BR) (Synonym: Kostengewicht, Relativgewicht) kalkuliert, das den Kostenunterschied der verschiedenen DRGs untereinander widerspiegelt. Daher ist das DRG-System in erster Linie eine ökonomische und nur bedingt eine medizinische Klassifikation.
Die DRGs werden als eine vierstellige Kombination aus Buchstaben und Ziffern dargestellt, beispielsweise F60B für Kreislauferkrankungen mit akutem Myokardinfarkt, ohne invasive kardiologische Diagnostik und ohne äußerst schwere Begleiterkrankungen. Die dreistellige Kombination der DRGs wird als Basis-DRG (z. B. A01) und die vierstellige Kombination als G-DRG (z. B. A01A; A01B) bezeichnet.

DRG-Code

Die erste Stelle des DRG-Codes bezeichnet das Kapitel (so genannte Hauptdiagnosegruppe, aus dem englischen Major Diagnostic Category (MDC)) nach Organsystem (z. B. MDC 1: Erkrankungen des Nervensystems = B) bzw. Ursache der Erkrankung (z. B. MDC 21: Verletzungen = X) unterteilt. Zusätzlich gibt es Sonderfälle (Beatmungsfälle, Transplantationen usw. = A) sowie so genannte Fehler-DRGs (Falsche Hauptdiagnose, OP passt nicht zur Diagnose usw. = 9).
Die zweite und dritte Stelle des DRG-Codes bezeichnet die Art der Behandlung. Im australischen Originalsystem bezeichnet 01–39 eine operative Behandlung (Partition O), 40–59 bezeichnet eine nichtoperative, jedoch invasive Behandlung wie beispielsweise eine Darmspiegelung (Partition A) und 60–99 bezeichnet eine rein medizinische Behandlung ohne Eingriffe (Partition M). In der deutschen Anpassung wurden für das G-DRG-System 2005 die Grenze zwischen der operativen und der non-OR Partition, also zwischen den Ziffern 01–39 und 40–59, aufgeweicht, so dass jetzt auch DRGs, die eine operative Behandlung voraussetzen, mit Ziffern größer 39 existieren. Als Beispiel sei die Basis-DRG I95 für Tumorendoprothese im G-DRG System Version 2006 angeführt.
Die letzte Stelle des DRG-Codes bezeichnet den (ökonomischen) Schweregrad der DRG. Buchstabe A kennzeichnet eine aufwändige (teure) Behandlung. Nach unten sind je nach Basis-DRG verschiedene Differenzierungen, derzeit bis zum Buchstaben I, möglich. Der Buchstabe Z kennzeichnet DRGs, die nicht weiter differenziert sind.
Der für die Fallpauschale abzurechnende Preis ergibt sich aus dem kalkulierten Relativgewicht multipliziert mit einem sogenannten Basisfallwert, der in den Jahren 2003 und 2009 krankenhausindividuell verhandelt wurde, zwischen 2005 und 2009 jedoch schrittweise an einen für das Bundesland einheitlichen Basisfallwert (Landesbasisfallwert, LBFW) angeglichen wurde (Konvergenzphase), so dass ab 2010 gleiche Leistungen innerhalb eines Bundeslandes auch einen gleichen Preis (ohne Berücksichtigung der krankenhausindividuellen Zuschläge) haben, unabhängig davon, in welchem Krankenhaus der Patient behandelt wurde. Von 2010 bis 2014 erfolgte gemäß § 10 (8) KHEntgG bundesweit eine schrittweise Angleichung der LBFW an einen Basisfallwertkorridor, der bei +2,5 % bis −1,25 % vom einheitlichen Basisfallwert liegt. Jeweils zum 1. Januar der Jahre 2016 bis 2021 wurden auch gemäß § 10 (8) KHEntgG die LBFW oberhalb des einheitlichen Basisfallwertkorridors in sechs gleichen Schritten in Richtung auf den oberen Grenzwert des einheitlichen Basisfallwertkorridors angeglichen, Übersichten über die aktuellen bzw. 2024er Landesbasisfallwerte sind z. B. über die Internetseiten des GKV-Spitzenverbands verfügbar.
Zur Berücksichtigung von Ausreißerfällen, also Patienten, die extrem lang oder besonders kurz behandelt wurden, existieren für die meisten DRGs eine obere und eine untere Grenzverweildauer. Bei Unterschreiten der unteren Grenzverweildauer erfolgt ein Abschlag, bei Überschreiten der oberen Grenzverweildauer erfolgt ein Zuschlag auf den jeweiligen DRG-Preis. Außerdem erfolgt ein Abschlag, wenn der Patient in ein anderes Krankenhaus oder aus einem anderen Krankenhaus verlegt und nicht mindestens bis zur mittleren Verweildauer der abgerechneten DRG behandelt wird. Zu- und Abschläge sind i. d. R. als Bewertungsrelationen pro Tag in den Fallpauschalenkatalogen definiert, so dass sich der jeweilige Betrag aus der Multiplikation der relevanten Tage und der Bewertungsrelation mit dem Basisfallwert ergibt.

### DRG-Rechengrößen
Zu den DRG-Rechengrößen sind folgende zu zählen:
- Bewertungsrelation: Die Bewertungsrelation (oder Relativgewicht) ist das Erlösäquivalent, das auf Basis einer Kostenkalkulation für jede DRG individuell festgelegt wird. Die Kostenkalkulation erfolgt über das Institut für das Entgeltsystem im Krankenhaus (InEK)
- Casemix (CM): Der Casemix ist die Summe der Bewertungsrelationen aller innerhalb einer Zeitspanne erbrachten DRGs
- Casemixindex (CMI): Der CMI berechnet sich aus dem Casemix geteilt durch die Zahl der Fälle
- Baserate (Basisfallwert): Der Basisfallwert wird gemäß § 10 Abs. 1 KHEntgG auf Landesebene vereinbart und von 2010 bis 2014 in fünf gleichen Schritten an den bundesweit einheitlichen Basisfallwertkorridor angeglichen.

## Ziele
Die Ziele der DRG-Einführung sind
- die Liegezeit in deutschen Krankenhäusern zu verkürzen
- die Bezahlung von medizinischen Leistungen in den Krankenhäusern zu vereinheitlichen (gleicher Preis für gleiche Leistung),
- Transparenz und Vergleichbarkeit der Krankenhausleistungen zu erhöhen,
- vermutete Überkapazitäten im Krankenhausbereich abzubauen,
- insgesamt zukünftig zu erwartende Kostensteigerungen im stationären Bereich zu begrenzen.

## Entwicklung der G-DRGs
|                             | 2003   | 2004   | 2005   | 2006   | 2007   | 2008   | 2009   | 2010   | 2011   | 2012   | 2013   | 2014   | 2015   | 2016   | 2017   | 2018   | 2019   |
| --------------------------- | ------ | ------ | ------ | ------ | ------ | ------ | ------ | ------ | ------ | ------ | ------ | ------ | ------ | ------ | ------ | ------ | ------ |
| G-DRG Hauptabteilungen      | 664    | 824    | 878    | 954    | 1082   | 1137   | 1192   | 1200   | 1194   | 1193   | 1187   | 1196   | 1200   | 1220   | 1255   | 1292   | 1318   |
| G-DRG Belegabteilungen      |        | 806    | 762    | 748    | 771    | 933    | 882    | 873    | 857    | 844    | 835    | 824    | 815    | 799    | 814    | 824    | 825    |
| Minimale Bewertungsrelation | 0,122  | 0,113  | 0,118  | 0,117  | 0,106  | 0,111  | 0,119  | 0,130  | 0,140  | 0,141  | 0,145  | 0,135  | 0,123  | 0,141  | 0,151  | 0,205  | 0,210  |
| Maximale Bewertungsrelation | 29,709 | 48,272 | 57,633 | 65,700 | 64,899 | 68,986 | 78,474 | 73,763 | 72,926 | 65,338 | 62,477 | 64,137 | 65,943 | 68,208 | 61,787 | 71,528 | 71.598 |
| Spannweite                  | 29,587 | 48,159 | 57,515 | 65,583 | 64,793 | 68,875 | 78,355 | 73,633 | 72,786 | 65,197 | 62,332 | 64,002 | 65,820 | 68,067 | 61,636 | 71,323 | 71,388 |

## Kritik
In Deutschland wird das DRG-System seit seiner Gründung im Jahr 2003 unter anderem deswegen kritisiert, weil es zu einer Kommerzialisierung des Gesundheitswesens und einer damit verbundenen deutlichen Erhöhung der Arbeitsbelastung von Pflegekräften und Ärzten führt.

### Praktische Umsetzung
Durch die Einführung der DRG-Abrechnung ändert sich die Arbeitsteilung in Krankenhäusern. Seit der Einführung der DRG-Abrechnung werden in den Krankenhäusern auch vereinzelt Medizinische Dokumentare und Medizinische Dokumentationsassistenten eingesetzt. Neu ist das bereits in anderen Ländern bekannte Aufgabenfeld des Kodierers. So sollen die Ärzte entlastet werden, damit sie sich ihrer eigentlichen Aufgabe widmen können. Dieses Konzept setzt sich seit 2010 durch die zunehmend komplexer werdenden Anforderungen im Kodier- und Abrechnungszusammenhang flächendeckend in Deutschland durch. Das Arztwissen ist für die sachgerechte Darstellung des Einzelfalls in den Patientenunterlagen weiterhin notwendig, womit die Dokumentationsarbeit auf der Seite der Ärzte bleibt. Wird fehlerhaft kodiert, dann werden die Fälle nach der Prüfung vom Medizinischen Dienst der Krankenkassen zur Zahlung abgelehnt, was für die Krankenhäuser einen erheblichen zusätzlichen Nachdokumentierungsaufwand bzw. erhebliche Verluste in den Einnahmen bedeutet. Folglich neigen Krankenkassen immer mehr zur genauen Fallprüfung, da sich für das Krankenhaus der Nachdokumentationsaufwand für viele DRGs nicht lohnt und sich damit für die Kasse eine effektive Kostenersparnis ergäbe.
Durch eine behandlungsbegleitende Kodierung (Casemanagement unter DRG-Bedingungen) wird auch in der Kodierung eine Patientennähe erreicht.
Die Verkürzung der Liegedauer führt zu einer erhöhten Arbeitsbelastung für das Pflegepersonal und die Ärzte, weil sich dadurch der Anteil von Patienten mit einem erhöhten Behandlungs- und Pflegeaufwand im Krankenhaus erhöht.

### Verwaltung
Im Verwaltungsbereich der Leistungsträger und der Kostenträger ist der Aufwand für die Abrechnung gewachsen. Während bisher der Preis für eine Behandlung relativ einfach durch Multiplikation der Behandlungstage und durch Einzelerfassung von Leistungen zu ermitteln war, ist jetzt medizinisches Wissen zur Aufstellung, wie zur Überprüfung der Verschlüsselungen ICD, OPS und DRG erforderlich.
Durch das DRG-System steigt die Komplexität und der Detaillierungsgrad der Codierung. Während in Ländern wie der Schweiz von professionellen Dokumentationsassistenten kodiert wird, gilt in Deutschland die Kodierung von Diagnosen und Prozeduren in manchen Krankenhäusern noch als Aufgabe des Arztes, die durch Kodierer überarbeitet wird. Dadurch wird die administrative Tätigkeit der Krankenhausärzte deutlich erhöht, es bleibt weniger Zeit für die Patienten.
Durch die sich ständig steigernde Komplexität des G-DRG Systems und dessen konstanter Weiterentwicklung gewinnt das Berufsbild der Medizinischen Kodierfachkraft (MKF) deshalb nun zunehmend auch in Deutschland flächendeckend an Bedeutung. Kodierer sollten idealerweise eine Kombination aus medizinischem Hintergrundwissen, weiterführenden Kenntnissen zum DRG-System, betriebswirtschaftlichem Sachverstand sowie praxisorientierten EDV-Kompetenzen vorweisen können.
Die Pauschalierung überdeckt in der deutschen klinischen Praxis jede Erfordernis einer detaillierten Betriebsabrechnung. Tatsächlich werden – wie in anderen Ländern auch – in Deutschland die Klassifizierungen durch Spezialisten sowohl beim Leistungsträger, wie beim Kostenträger geprüft und korrigiert. Schließlich werden wegen fehlender Einzelnachweise 10–20 % der Abrechnungen beanstandet und erneut verhandelt. Ob die so mit zeitlichem Versatz zur erbrachten Leistung erstellte Abrechnungsgrundlage revisionsfest ist, hängt davon ab, welche Detaillierung die primäre Erfassung hat und ob die so entstehende Verschlüsselung mitsamt aufeinander folgenden Änderungen rückverfolgbar ist.
Die Teilnahme an der jährlichen DRG-Nachkalkulation ist für die Krankenhäuser freiwillig. Grundlage sind in der Regel nachkalkulatorische Erhebungen mit Schätzungen der Personal-Einzelkosten. Dadurch sind die einfließenden Daten wohl repräsentativ, aber dennoch nicht zunehmend authentischer als im Vorjahr.
Die regelmäßig erfolgenden Anpassungen der DRG-Costweights führen zu mehr oder weniger starken Schwankungen der Vergütung, die für die Krankenhäuser mit erheblichen finanziellen Risiken verbunden sein können.
Die vom Gesetzgeber im § 17b Abs. 8 Krankenhausfinanzierungsgesetz festgelegte bis Ende 2005 vorzulegende Begleitforschung wurde erst im Mai 2008 durch Ausschreibung im Amtsblatt der Europäischen Union in Auftrag gegeben.
Die Wirtschaftlichkeit des Systems wird in einem Bericht des Magazins Plusminus vom 25. März 2008 in Frage gestellt.

### Bekämpfung des Kostenanstiegs
Das Ziel einer Bekämpfung des Anstiegs der Kosten der Gesundheitsversorgung wurde mit der Einführung der DRG nicht erreicht, die Kosten stiegen unvermindert an. Die Niedersächsische Krankenhausgesellschaft kritisiert im September 2013, dass die Fallpauschalen nur unvollständig die anfallenden Kosten der medizinischen Behandlung im Krankenhaus abdecken. Seit der Einführung wurden diese um 8,5 Prozent erhöht. Die allgemeine Preissteigerung lag aber bei 15,2 Prozent.
Die Erhöhung der Beatmungsstunden pro Fall von 2002 bis 2004 von 1,6 auf 3,2 Millionen wird mit dem DRG System in Verbindung gebracht, da die Kassen für die Beatmungsstunden, als aufwändige Prozedur, mehr bezahlen.

### Verteilungs- und Steuerungsfunktion
Durch das Bemessungsprinzip der relativen Kosten und Verteilung aus dem Gesamtbudget besteht kein wirtschaftlicher Anreiz, die Gesamtkosten zu reduzieren. Weil durch die durchgeführten Prozeduren, festgestellte Nebendiagnosen und Komplikationen und Apparatezeiten, die Pauschalen mit Zusatzbeträgen aufgeladen werden, besteht weiterhin der Anreiz, eine höhere Komplexität zu melden, als tatsächlich minimal für besten Outcome erforderlich sein mag.
Während die auf Verweildauern bezogene Abrechnung aus ökonomischer Sicht Anreiz für eine Verlängerung der Behandlung war, ist die Abrechnung nach DRG-Fallpauschalen Anreiz für eine eher zu frühe Entlassung (Blutige Entlassung). Patienten verweilen zwar kürzer pro Fall im Krankenhaus, aber dafür mit mehr aufeinander folgenden Aufenthalten im Krankenhaus (Drehtür-Effekt). Ein negativer Drehtüreffekt konnte in den bisherigen, größeren Studien in Deutschland, wie auch in der Schweiz nicht nachgewiesen werden. Um einem möglichen negativen Effekt vorzubeugen, erhalten Spitäler zudem keine zusätzliche Fallpauschale, falls ein Patient innerhalb einer bestimmten Frist wegen der gleichen Erkrankung oder Komplikation wieder stationär aufgenommen werden muss.
Weil die Summe der pauschalierten Leistungen den erreichbaren Deckungsbeitrag bestimmt, verlagern einzelne Einrichtungen ihr Interesse auf die lukrativen Fälle, während für die weniger lukrativen Fälle der Grad der verfügbaren Versorgung schrumpft. Ein Fallpauschalensystem bietet Anreize, sich innerhalb von Fallgruppen auf möglichst „einfache“ oder standardisierte Fälle zu spezialisieren. Die Versorgung komplexerer Fälle wird dadurch lokal eingeschränkt oder auf andere Anbieter mit Versorgungsauftrag verlagert. In Kliniken der Maximalversorgung sammeln sich dann diese sogenannten Extremkostenfälle, die dort jährlich millionenschwere Defizite verursachen und diese Kliniken an den Rand des wirtschaftlichen Überlebens bringen.
Es kommt zu einer Benachteiligung von nicht erlösrelevanten Berufsgruppen wie die Pflege und Hauswirtschaft. Diese Stellen wurden abgebaut, wodurch sich die Patientenversorgung entsprechend verschlechtert und die Arbeitsbelastung erhöht hat.

### Kodierqualität
Die DRG werden mit Hilfe eines vom Institut für das Entgeltsystem (InEK) im Krankenhaus zertifizierten Computerprogramms („Grouper“) aus den Diagnose- und Prozedurenkatalogen (ICD-10-GM und OPS) sowie zusätzlichen fallbezogenen Variablen (z. B. Alter des Patienten, Verweildauer, Zahl der Stunden maschineller Beatmung usw.) generiert. Dabei sind die Ein- und Ausschlusskriterien der individuellen ICD- und OPS-Kodes sowie die Deutschen Kodierrichtlinien (DKR) der InEK GmbH zu beachten.
- Der mit der Kodierung und der Überprüfung verbundene Aufwand ist nicht unerheblich.
- Es entsteht keine einheitliche Systematik für die Vorschläge einer Kodierung unmittelbar nach der Aufnahmediagnose, diese wird lediglich durch betriebswirtschaftliche Aufzeichnungen ergänzt.
- Auf der Basis klinischer Pfade, operationeller Prozeduren und medizinisch orientierter Klassifikationen ist eine eindeutige (subjektive) Zuordnung jederzeit möglich.

Bei einer schlechten Kodierqualität werden nicht alle erforderlichen Informationen des Falls zur Kodierung verwendet, so dass nicht das optimale und für den Fall richtige Relativgewicht erreicht wird. Andererseits kann auch die Eingabe von überflüssigen und nicht den DKR entsprechenden Diagnosen und Prozeduren zu einem zu hohen Relativgewicht führen.
Das System ist vor allem im Bereich der Inneren Medizin mit alten und multimorbiden Patienten (d. h. Patienten mit mehreren Erkrankungen) nicht geeignet, eine durchgängig nachvollziehbare Abbildung zu gewährleisten. Dazu tragen auch viele Inkonsistenzen im ICD-10 bei. Untersuchungen in mehreren deutschen Kliniken haben gezeigt, dass die Quote von unterschiedlichen Kodierungen bei gleichen Informationen über ein Krankheitsbild erheblich ist; bis zu 40 % der Kodierungen weichen teilweise erheblich voneinander ab.
Die vielfach nicht zeitnah durchgeführte Kodierung und das Verschlüsseln durch spezialisiertes, aber medizinisch nicht ausgebildetes Personal, macht den Vorgang der Kodierung ungeachtet formaler Güte zum Ziel abrechnungstechnischer Optimierung.
Erkennbar liefert die Kodierung zunächst keine sachlich revisionsfeste Abrechnungsgrundlage. Das wird erkennbar an der Vielzahl der Rückläufe vom Medizinischen Dienst der Krankenkassen an abrechnende Kliniken. Statistiken über diese Rücklaufquote werden nicht publiziert.
Die DRG bilden insbesondere in bestimmten Bereichen (Unfallchirurgie, Kinderheilkunde, Palliativmedizin u. a.) die tatsächliche Behandlung noch nicht differenziert genug ab, so dass die resultierende Vergütung nicht aufwandsgerecht ist.
Zunehmend mit jeder neuen DRG-Version werden DRG nicht nach der zugrunde liegenden Diagnose, sondern lediglich nach der durchgeführten Prozedur (dem Haupteingriff) definiert. Damit entsteht ein Anreiz, aufwändige Prozeduren durchzuführen und abzurechnen, ungeachtet dessen, ob der betreffende Patient diesen Eingriff benötigte. Das australische System hat durch seine Schweregradgliederung hiergegen ein taugliches Instrumentarium geboten; diese Vorteile werden jedoch zunehmend weniger genutzt.

### Upcoding
Upcoding im deutschen DRG-System bezeichnet jeden CMI-Anstieg, der nicht in einer durchschnittlichen Schweregraderhöhung, sondern in einem geänderten Kodierverhalten (meist durch ungerechtfertigtes Kodieren von Nebendiagnosen zur Erhöhung des PCCL) begründet ist. Im Allgemeinen wird ein CMI-Anstieg, der durch bessere Kodierqualität erzeugt wird, nicht als Upcoding bezeichnet. Eine bessere Kodierqualität ist dagegen von allen Seiten erwünscht und wird aktiv propagiert.

### Präzision, Aktualität
Die DRG sind kein Hilfsmittel der medizinischen Leistungserbringung, sondern lediglich ein Instrument der Leistungsverrechnung. Insoweit hat die Einführung der DRG-Abrechnung zu einer Verlangsamung des Übergangs von der retrospektiven Auftragskostenrechnung auf der Grundlage einer Kostenstellenrechnung zu einer Online-Prozesskostenrechnung geführt oder diese Entwicklung gar aufgehalten.
Überwiegend wird in deutschen Krankenhäusern heute, wenn überhaupt prozessorientiert kalkuliert wird, eine klassische Prozesskostenrechnung auf der Basis von Erhebungen unzureichender Granularität mit nachträglicher Detaillierung geführt. Viele Kostenelemente werden dazu durch aufwändige statistische Analyse aus großen Kostenblöcken extrahiert, anstatt sie möglichst automatisch bei der Entstehung online zu erfassen.

### Authentizität
Kaum ein Krankenhaus in Deutschland vollzieht eine Kostenerfassung und Nachweisführung, die dem Wortlaut der Anforderungen des § 63 ff. SGB X und den Grundsätzen modernen Kostenmanagements gerecht wird. Dies wird durch Bezugnahme auf den Wortlaut des Gesetzestextes vielfältig und widersprüchlich begründet.

### Änderung des medizinischen Denkens
Helmut Schlereth schrieb 2002 zur Einführung der DRGs kritisch: „Dadurch wird sich das medizinische Denken gewaltig ändern. Schleichend wird sich das unerträgliche Gestammel, das die Computerprogramme auswerfen, in die Hirne der Ärzte eingraben, und Denken in pathophysiologischen Zusammenhängen wird hinausgebleut. [...]“